# Vincentia macrocauda
Vincentia macrocauda är en fiskart som beskrevs av Allen, 1987. Vincentia macrocauda ingår i släktet Vincentia och familjen Apogonidae. Inga underarter finns listade i Catalogue of Life.